# Sint Maartensvlotbrug
Sint Maartensvlotbrug est un village de la province de Hollande-Septentrionale aux Pays-Bas. Elle fait partie de la commune de Schagen et est situé près d'un pont flottant dans le canal de la Hollande-Septentrionale.
La ville de Sint Maartensvlotbrug a une population de 298 habitants. Le district statistique (ville et campagne environnante) compte 680 habitants environ (2004).